# Justicia biokoensis
Justicia biokoensis är en akantusväxtart som beskrevs av V.A.W. Graham. Justicia biokoensis ingår i släktet Justicia och familjen akantusväxter. Inga underarter finns listade i Catalogue of Life.